# 周達明
周達明，GBS，JP（英文：Thomas Chow Tat Ming，1960年6月23日—），香港公務員，官至首長級甲一級政務官，退休前為香港特區政府公務員事務局常任秘書長。

## 生平
周達明在1984年12月加入香港政府政務職系，在2005年4月晉升至首長級乙一級政務官，於2008年4月晉升為首長級甲級政務官，並於2011年4月晉升為首長級甲一級政務官。 周達明曾在多個決策局及部門服務，包括前政務總署、社會福利署、前常務科、前金融科、前總督府及前財政司辦公室（後改稱財政司司長辦公室）。

### 歷任主要職位
- 1999年7月至2000年4月：運輸局副局長
- 2000年4月至2002年6月：環境食物局副局長
- 2002年7月至2004年6月：環境運輸及工務局副秘書長（環境）
- 2004年7月至2006年8月30日：環境運輸及工務局副秘書長（運輸）（期間在2005年4月晉升為首長級乙一級政務官）
- 2006年8月31日至2009年8月16日：康樂及文化事務署署長（ 期間在2008年4月晉升為首長級甲級政務官）
- 2009年8月17日至2015年8月30日︰發展局常任秘書長（規劃及地政），兼任城市規劃委員會主席（期間在2011年4月晉升為首長級甲一級政務官）
- 2015年9月14日至2020年6月23日︰公務員事務局常任秘書長

2020年6月23日，周達明停任公務員事務局常任秘書長，並開始放取退休前休假。其職務由該局副秘書長(1)盧世雄署任。
周在2020年10月獲頒金紫荊星章。

## 家庭
其配偶是曾為香港政府公務員的食物及衛生局常任秘書長（衛生）的謝曼怡。

## 軼聞
周達明貌似日本藝能界名人西城秀樹。
2012年10月25日，周達明伉儷位於深水灣文禮苑公務員宿舍的獨立屋寓所被賊人爆竊，經點算後，周氏及其女兒損失共兩萬多元的財物。